# Adriana Araújo (periodista)
Adriana Fátima de Araújo, más conocida como Adriana Araújo (Itabirito, 18 de abril de 1972), es una periodista brasileña.

## Carrera
Nacida en Itabirito, Minas Gerais, se graduó en periodismo en la Pontificia Universidad Católica de Minas Gerais. Comenzó su carrera en 1992 como reportera del periódico Diário do Comércio, en Belo Horizonte y de TV Globo Minas. En 1995 pasó a la TV Globo, escribiendo artículos para Jornal Nacional y Bom Dia Brasil. En 2002, fue transferida a Brasilia, donde se convirtió en reportera de política y economía del Jornal Hoje.
En enero de 2006, fue contratada por RecordTV para presentar, junto a Celso Freitas, el nuevo Jornal da Record y, a partir de 2007, también el Entrevista Record en Record News. En 2009, con la contratación de Ana Paula Padrão para presentar el Jornal da Record, Adriana se convirtió en corresponsal en Nueva York. En 2010 viajó a Chile para cubrir el rescate de mineros atrapados en San José a Japón para cubrir el accidente nuclear de Fukushima. El 1 de noviembre de 2010, Adriana entrevistó a la recién electa presidenta Dilma Rousseff en exclusiva para el Jornal da Record. En 2012 fue enviada a Londres para cubrir los Juegos Olímpicos de 2012.
Entre el 2 de diciembre de 2012 y el 17 de marzo de 2013 formó parte del cuarteto de presentadores del semanario Domingo Espetacular, junto a Paulo Henrique Amorim, Janine Borba y Fabiana Scaranzi. El 26 de marzo de 2013, Adriana volvió a comandar, junto con Celso Freitas, el Jornal da Record tras la salida de Ana Paula Padrão. En 2020, fue transferida de Jornal da Record a Repórter Record Investigação. En 2021, insatisfecha con el poco espacio, dejó RecordTV y firmó con Band.
En enero de 2022, la periodista debutó como entrevistadora de Canal Livre. Unos días después, Band confirmó la creación de un nuevo noticiero para el mediodía con una presentación de la nueva contratación, que ocurrió el 4 de abril, con el estreno del noticiero local Boa Tarde São Paulo. Antes también debutó en la radio BandNews FM con el programa Entre Nós. El 5 de junio de 2023, la periodista Adriana Araújo asume definitivamente la banca del Jornal da Band.

## Premios
Adriana Araújo recibió la Medalla "Francisco Homem Del Rey" en 2013, el máximo galardón que otorga la legislatura del municipio de Itabirito, ciudad natal de la periodista.
En 2012, el reportaje O Inferno de Potosí (El Infierno de Potosí), realizado por ella en Bolivia y exhibido en Domingo Espectacular, fue finalista del Premio Esso de Periodismo. El informe mostró las condiciones de trabajo de los mineros en la sierra de Potosí, consideradas análogas a la esclavitud.

## Libro
Cuando aún estaba embarazada, Adriana Araújo descubrió que su hija tendría un síndrome ortopédico raro y grave, la hemimelia fibular, una enfermedad que trajo al mundo a Giovanna con los huesos de la pierna y el pie deformados y con solo dos dedos en la mano derecha. Preguntas como "Mamá, ¿estoy discapacitada?" y "Mamá, si rezo mucho, ¿Dios tendrá dedos en mi mano?" fueron algunos de los que Adriana escuchó de su hija. En 18 años, Giovanna se sometió a diez cirugías para poder caminar con sus propias piernas.
Además de todo lo que enfrentaron entre consultorios médicos y hospitalizaciones, el libro Sou a Mãe Dela (Soy Su Madre) también aborda otra batalla permanente y aún más importante: la inclusión social. En la obra, la periodista narra de manera contundente y conmovedora la culpa, el dolor, las debilidades, los miedos y, al mismo tiempo, habla del camino que ella y su hija encontraron para seguir sin victimización. En un momento en que es necesario decir sí a la vida ya la ciencia, Sou a Mãe Dela trae textos que produjo Adriana como un gesto de agradecimiento a la familia y los médicos que cuidaron de Giovanna. El libro es una declaración de amor de una madre a su hija que le hizo ver que la verdadera belleza de la vida está en las cicatrices, no en la perfección.